# Radical 51
El radical 51
, representado por el carácter Han 干, es uno de los 214 radicales del diccionario de Kangxi. En mandarín estándar es llamado　干部　(gān bù, «radical “seco”»), en japonés es llamado 干部, かんぶ　(kanbu), y en coreano 간  (gan). 
El símbolo 干 se utiliza en la actualidad en chino simplificado como sustituto de los caracteres 乾 (secar) y 幹 (tronco).

## Nombres populares
- Mandarín estándar: 干, gān, «seco».
- Coreano: 방패간부, banpae gan bu «radical gan-escudo».
- Japonés:　干す, 乾す（ほす）, hosu, «secar»; 一十（いちじゅう）, ichi jū, «uno-diez» (porque este radical se puede escribir colocando el radical «uno», 一 sobre el radical «diez», 十).
- En occidente: radical «seco».

## Galería
| Estilos antiguos                                 | Estilos antiguos                  | Estilos antiguos                        | Estilos antiguos                   | Estilos antiguos                   | Estilos empleados actualmente       | Estilos empleados actualmente  | Estilos empleados actualmente    | Estilos empleados actualmente   | Estilos empleados actualmente  |
|                                                  |                                   |                                         |                                    |                                    |                                     | 干                             | 干                               |                                 |                                |
| 甲骨文 jiǎgǔwén (escritura de huesos oraculares) | 金文 jīnwén (escritura de bronce) | 简帛 jiǎnbó (escritura de bambú y seda) | 篆文 zhuànwén (escritura de sello) | 篆文 zhuànwén (escritura de sello) | 隸書 lìshū (estilo de los escribas) | 楷書 kǎishū (estilo regular)   | 楷書 kǎishū (estilo regular)     | 行書 xǐngshū (estilo corriente) | 草書 cǎoshū (estilo de hierba) |
| 甲骨文 jiǎgǔwén (escritura de huesos oraculares) | 金文 jīnwén (escritura de bronce) | 简帛 jiǎnbó (escritura de bambú y seda) | 大篆 dàzhuàn (sello grande)        | 小篆 xiǎozhuàn (sello pequeño)     | 隸書 lìshū (estilo de los escribas) | 繁體／繁体 fántǐ (tradicional) | 简体／簡體 jiǎntǐ (simplificado) | 行書 xǐngshū (estilo corriente) | 草書 cǎoshū (estilo de hierba) |

## Caracteres con el radical 51

| trazos | carácter |
| ------ | -------- |
| + 0    | 干       |
| + 2    | 平       |
| + 3    | 年 幵 并 |
| + 5    | 幷 幸    |
| + 10   | 幹       |